# Star Trek: Short Treks
Star Trek: Short Treks é uma série de antologia criada por Bryan Fuller e Alex Kurtzman para a CBS All Access. Originou-se como um spinoff de Star Trek: Discovery e consiste de vários curtas que usam lugares e personagens do universo de Star Trek. Os curtas tem entre 10 e 20 minutos de duração.
Depois de assinar um acordo para a expansão da franquia na televisão, Kurtzman anunciou o Short Treks como o primeiro projeto em julho de 2018. Os primeiros quatro episódios foram transmitidos entre outubro de 2018 e janeiro de 2019, entre a primeira e segunda temporadas de Discovery. Os curtas foram, em grande parte, produzidos pelo elenco e membros da equipe de Discovery, incluindo o compositor Jeff Russo que criou uma versão atualizada da música tema e uma trilha sonora original para a série. A gravação ocorreu em Toronto, Canadá, no set de Discovery.
Em janeiro de 2019, dois novos curtas animados foram revelados, com quatro episódios em live action anunciados em junho de 2019. A segunda temporada foi transmitida entre outubro de 2019 e janeiro de 2020, entre a segunda temporada de Discovery e a primeira de Star Trek: Picard, com o último curta servindo como teaser para a série seguinte. Os curtas animados foram criados pela Pixomond, enquanto novos compositores supervisionados por Michael Giacchino criaram a música para o segundo pacote de curtas.
A série recebeu resenhas positivas e foi nomeada para vários prêmios, como o Primetime Emmy Award.

## Premissa
Cada episódio de Star Trek: Short Treks conta uma história fechada em si mesma que serve como uma "oportunidade de contar uma história mais profunda e a exploração de personagens chaves e temas que encaixam-se em Star Trek: Discovery e no universo Star Trek em expansão."

## Episódios
| Temporada | Temporada | Episódios | Episódios | Originalmente exibido | Originalmente exibido |
| Temporada | Temporada | Episódios | Episódios | Estreia da temporada  | Final da temporada    |
| --------- | --------- | --------- | --------- | --------------------- | --------------------- |
|           | 1         | 4         | 4         | 4 de outubro de 2018  | 3 de janeiro de 2019  |
|           | 2         | 6         | 6         | 5 de outubro de 2019  | 9 de janeiro de 2020  |